# الجرين الأعلى (بعدان)

تعديل مصدري - تعديل

الجرين الأعلى محلة تابعة لقرية العذارب، التابعة لعزلة العذارب بمديرية بعدان إحدى مديريات محافظة إب في الجمهورية اليمنية، بلغ تعداد سكانها 196 حسب تعداد اليمن لعام 2004.